# Фанта торта
Фанта торта је торта пореклом из Немачке, направљена од подлоге за бисквит. Примарни састојак је Фанта, газирано безалкохолно пиће које ствара лепршаву текстуру.  Торта је преливена једноставном глазуром од лимуна или кремастим слојем од павлаке, шлага, шећера и мандарина из конзерве. Обично се служи на рођенданским забавама или распродајама пецива . 
Фанта је развијена од стране немачког огранка Coca-Cola Company током Другог светског рата јер су трговински ембарго чинили неке типичне састојке безалкохолних пића тешко доступним у нацистичкој Немачкој. Фанта је постала популарна као напитак и заслађивач у другим јелима, попут колача.  

## Слични колачи
Слични рецепти користе друга газирана безалкохолна пића. На пример, у Немачкој, коришћењем Спрајта прави се Spritekuchen, а кока-коле прави Colakuchen. Друга пића попут лимунаде могу направити Limokuchen.  
У јужним Сједињеним Државама, слични колачи који користе Севен ап, кока-колу и Др Пепер појавили су се средином 20. века.   Cracker Barrel је увео кола торту на свој јеловник 90-их, са итерацијама укључујући кока-кола торту са дуплом чоколадом. 
Неколико врста пивских торти и колача су на сличан начин делимично квашени природном карбонизацијом пива. 

## Састојци и мешавина
Тесто обично укључује основне састојке као што су брашно, јаја, шећер и путер и Фанта. Сода помаже у стварању лагане текстуре и додаје суптилну арому наранџе, која се затим употпуњује богатим преливом, често направљеним од павлаке, пудинга од ваниле и воћа. Неки рецепти такође укључују корицу поморанџе или глазуру са укусом наранџе како би се појачале ноте цитруса.